# Ковингтън (окръг, Мисисипи)
Окръг Ковингтън (на английски: Covington County) е окръг в щата Мисисипи, Съединени американски щати. Площта му е 1075 km², а населението – 19 407 души (2000). Административен център е град Колинс.